# Bol'šaja Synja
La Bol'šaja Synja (in russo Большая Сыня?; in lingua komi: Ыджыд Сыняю) è un fiume della Russia europea settentrionale, affluente di sinistra della Usa nel bacino della Pečora. Scorre nel Pečora rajon e nel distretto della città di Usinsk della Repubblica dei Komi.

## Descrizione
Il fiume ha origine nella parte occidentale della cresta Ozërnyj degli Urali subpolari. La direzione generale della corrente è nord-nord-ovest. Nella parte superiore è un fiume di montagna con rapide, alte coste rocciose e una velocità di corrente fino a 2,2 m/s. Nel corso medio e inferiore il fiume è piatto e ramificato che scorre attraverso una zona paludosa boscosa. Sfocia nella Usa a 55 km dalla foce. Ha una lunghezza di 206 km, 249 km se conteggiati con il Vojvož-Synja (la parte a monte del fiume); l'area del suo bacino è di 4 040 km². Gela da fine ottobre - inizio novembre sino a maggio.
La sorgente e il corso superiore si trovano nel territorio del parco nazionale «Jugyd va». Il maggior affluente è la Malaja Synja (lungo 97 km) proveniente dalla destra idrografica.
All'altezza del villaggio di Synja, il fiume è attraversato dalla ferrovia Kotlas-Vorkuta/Synja-Usinsk.